# フェニックス (エイジアのアルバム)
『フェニックス』 (Phoenix) は、2008年に発表された、エイジアのアルバム。
オリジナルメンバーによるスタジオ作品としては、実に25年ぶりとなる。

## 収録曲
1. ネヴァー・アゲイン Never Again
2. ナッシングズ・フォーエヴァー Nothing's Forever
3. ヒロイン Heroine
4. スリーピング・ジャイアント/ノー・ウェイ・バック/リプリーズ Sleeping Giant/No Way Back/reprise
5. アリバイズ Alibis
6. アイ・ウィル・リメンバー・ユー I Will Remember You
7. シャドウ・オブ・ア・ダウト Shadow of a Doubt
8. パラレル・ワールズ/ヴォーテクス/トーヤ Parallel Worlds/Vortex/Deya
9. ウイッシュ・アイド・ノーウン・オール・アロング Wish I'd Known All Along
10. オーチャード・オブ・マインズ Orchard of Mines
11. オーヴァー・アンド・オーヴァー Over and Over
12. アン・エクストラオーディナリー・ライフ An Extraodinary Life
13. アイ・ウィル・リメンバー・ユー（アコースティック・リミックス） I Will Remember You (acoustic remix)（日本盤ボーナス・トラック）

ヨーロッパ盤には、「アン・エクストラオーディナリー・ライフ」のアコースティック・リミックスが収録されている。

## メンバー
- ジョン・ウェットン - ヴォーカル、ベースギター
- スティーヴ・ハウ - ギター
- カール・パーマー - ドラムス、パーカッション
- ジェフリー・ダウンズ - キーボード